# المصرية القابضة للصوامع والتخزين
الشركة المصرية القابضة للصوامع والتخزين هي شركة قابضة حكومية مصرية، إحدى شركات الهيئة العامة للسلع التموينية التابعة لوزارة التموين والتجارة الداخلية، أنشأت بقرار رئيس مجلس الوزراء رقم 1682 لسنة 2002، تعمل في مجال إنشاء وتجهيز وإدارة الصوامع الخاصة بتخزين القمح، تمتك الشركة في 2022 عدد 44 صومعة داخل مصر بقدرات تخزينية تصل إلى 2.5 مليون طن من القمح.

## الشركات التابعة
تمتلك الشركة نسب مختلفة في عدة شركات هي:
- العامة للصوامع والتخزين. (51%)[5]
- صوامع الموانئ المصرية. (100%)[6]
- أرض مصر للصوامع والتخزين. (40%)[7]

## معرض الصور

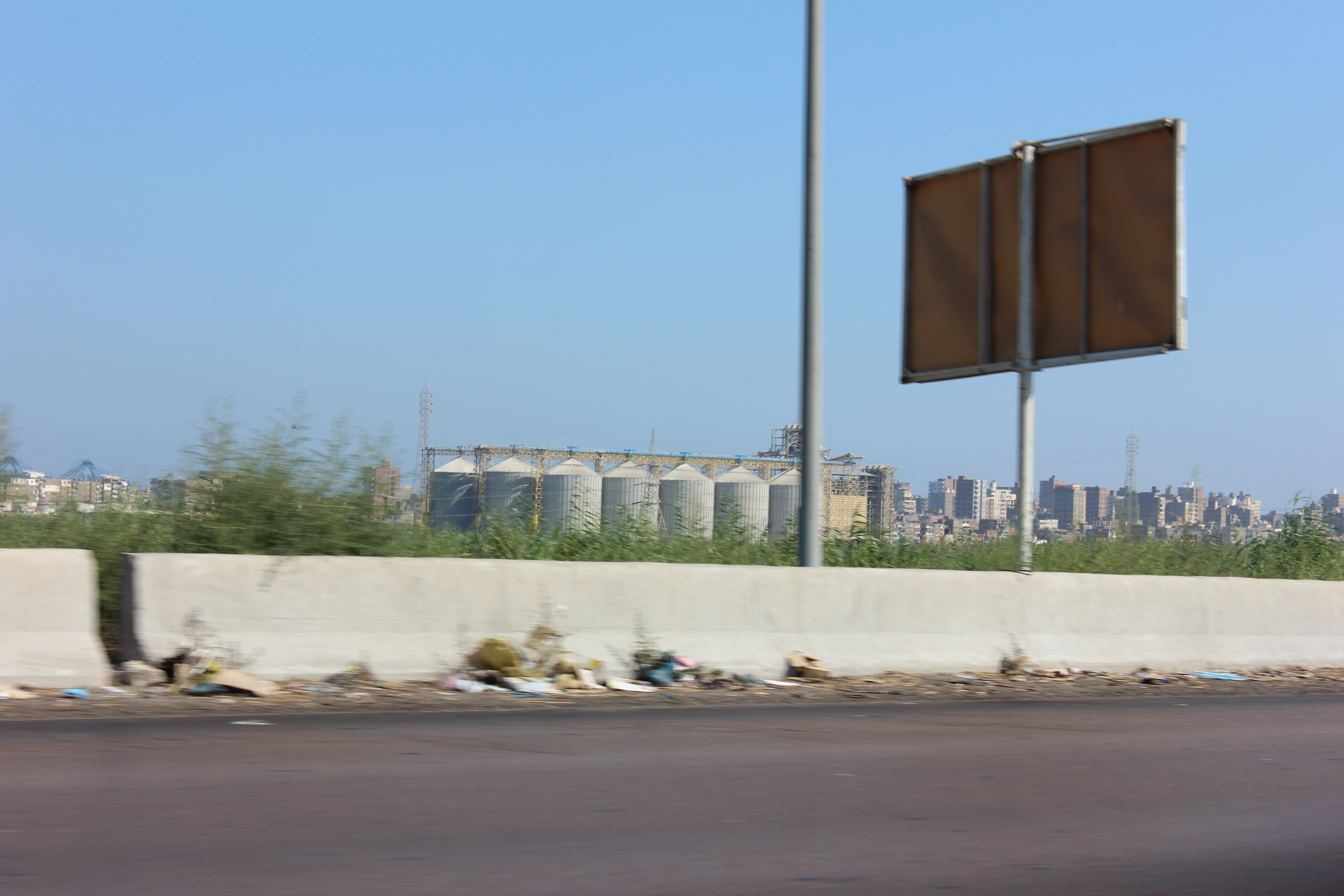
صوامع تابعة للشركة بالإسكندرية.

## وصلات خارجية
- الموقع الرسمي للشركة.
- الصفحة الرسمية للشركة على موقع فيس بوك.